# Salgótarjáni SE

A Salgótarjáni SE egy valamikori salgótarjáni sportcsapat amely 1901 és 1999 között működött.

## Történelem
Az 1938–1939-es évadban története során először, és utoljára az élvonalban szerepelt a csapat. Az idény végén mindössze nyolc pontot gyűjtve, utolsóként estek ki a legmagasabb osztályból. 

## Névváltozások
- Salgótarjáni Sport Egyesület

1901 - 1948
- Salgótarjáni Vasas SE

1948 - 1951
- Salgótarjáni Vasas SK

1951 - 1957
- Salgótarjáni Sport Egyesület

1957 - 1958
- Salgótarjáni Kohász Sportegyesület

1959-1977
- 1977-ben egyesült a Salgótarjáni BTC csapatával
- 1984-ben újjáalakult
- Salgótarjáni Kohász Sportegyesület

1985 - 1992

## Híres játékosok
- Vincze Gyula